# Samir Ouidar
Samir Ouidar (en arabe : سمير ويدار), né le 30 septembre 1991 à Salé (Maroc) est un footballeur marocain évoluant dans le club de Difaâ Hassani d'El Jadida. Il joue au poste de milieu de terrain.

## Biographie
Natif de Salé, il intègre très jeune le centre de formation de sa ville natale, l'AS Salé. Il joue cinq saisons avec l'équipe première, avant de faire son premier transfert, en direction de la RS Berkane.
Il participe à plusieurs reprises à Coupe de la confédération avec le club de la RS Berkane. En 2019, il atteint la finale de cette compétition, en s'inclinant face au club égyptien de Zamalek. L'année suivante, son équipe remporte le tournoi en battant l'équipe égyptienne du Pyramids FC en finale. Toutefois, Samir Ouidar se voit relégué sur le banc des remplaçants ou dans les tribunes à partir des quarts de finale.

## Palmarès

### En club
RS Berkane
- Coupe du Maroc (1) :
  - Vainqueur : 2018.

- Coupe de la confédération (0) :
  - Finaliste : 2018-19.